# Sezon lęgowy

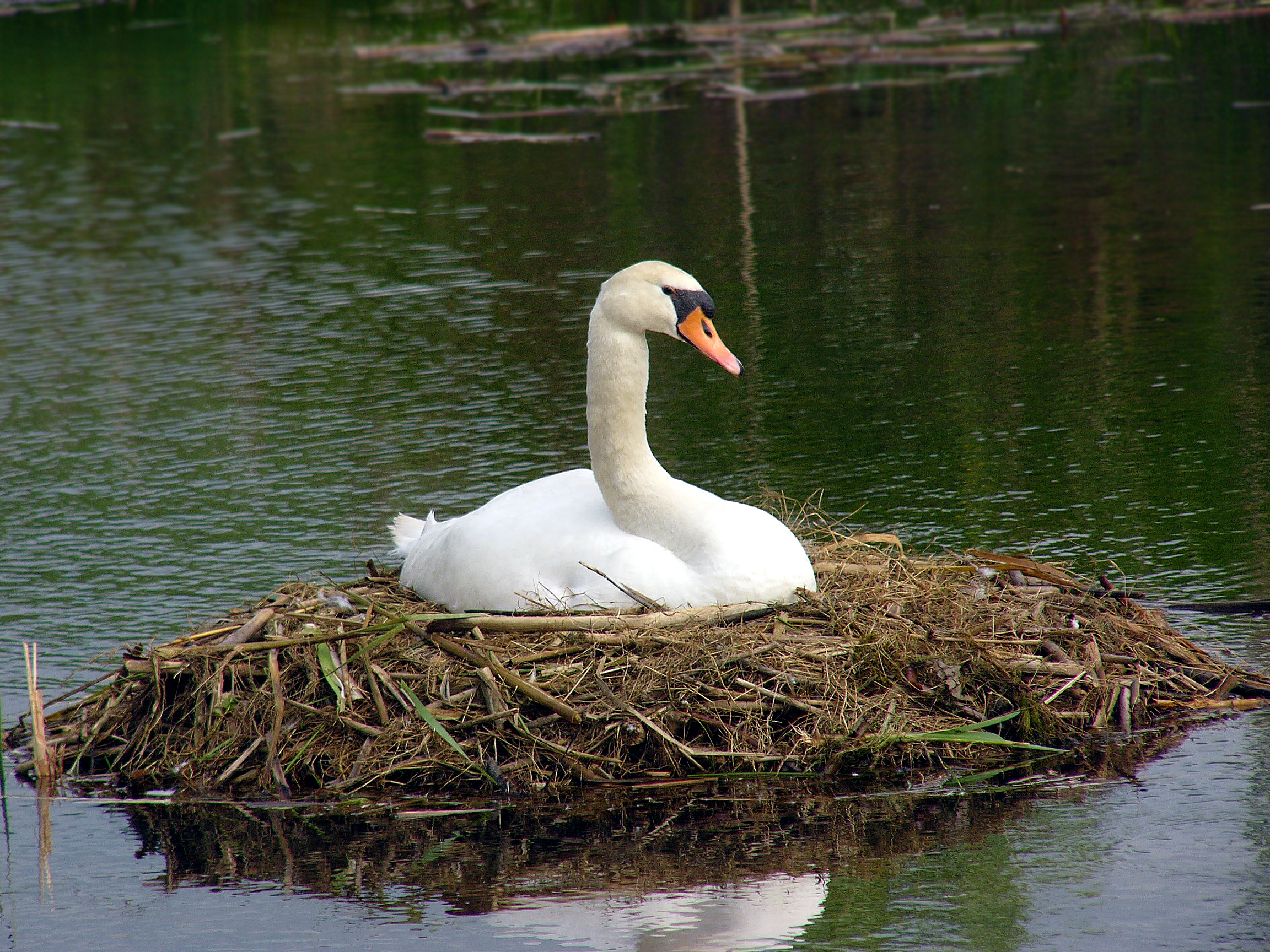
Łabędź niemy wysiadujący jaja w gnieździe

Sezon lęgowy – okres, w którym ptaki tokują i przystępują do lęgu. Zwykle w Polsce trwa on od kwietnia do czerwca, jednak u różnych gatunków może rozpocząć się wcześniej lub potrwać dłużej. W czasie tego okresu ptaki są narażone na ataki różnego rodzaju drapieżników i między innymi z tego powodu są dla nich budowane specjalne budki lęgowe. Ptaki często podejmują dalekie wędrówki, by przystąpić do sezonu lęgowego w wybranym wcześniej stanowisku lęgowym. Z tego powodu niektóre gatunki ptaków osiągające dojrzałość płciową dopiero w 7. roku życia (lub nawet później), bądź składające tylko jedno jajo w sezonie lęgowym, a niekiedy przystępujące do lęgów raz na kilka lat – zagrożone są wyginięciem.